# چان یانگ-جان
 چان یانگ-جان (چینی: 詹詠然؛ زادهٔ ۱۷ اوت ۱۹۸۹) یک تنیس‌باز اهل تایوان است.